# Евелю
Евелю — река в России, протекает по Онгудайскому району Республики Алтай. Устье реки находится в 13 км по правому берегу реки Малая Сумульта. Длина реки составляет 14 км.

## Данные водного реестра
По данным государственного водного реестра России относится к Верхнеобскому бассейновому округу, водохозяйственный участок реки — Катунь, речной подбассейн реки — Бия и Катунь. Речной бассейн реки — (Верхняя) Обь до впадения Иртыша.